# Женщина в палате
«Женщина в палате» (англ. «The Woman in the Room») — рассказ в жанре хоррор американского писателя Стивена Кинга, написанный 1978 году. В том же 1978 году рассказ вошёл в авторский сборник «Ночная смена».

## Сюжет
В рассказе показана эмоционально тяжелая и достаточно грустная история о том, что иногда приходится сделать для близкого человека. Это история о человеке, которому приходится подвергнуть эвтаназии свою неизлечимо больную мать, о том, что он чувствует, принимая это тяжёлое для него решение.

## Экранизация
В 1983 году фильм экранизирован под названием «Женщина в комнате», режиссёр Фрэнк Дарабонт.

## Переводы на русский
- А. Мясников («Женщина в комнате»)
- Е. Харитонова, Г. Шульга («Женщина в комнате»)
- В. Вебер («Женщина в палате»)[3]